# Пайгусово
Пайгусово (мар. Пайскырык) — село в Горномарийском районе Марий Эл Российской Федерации. Административный центр Пайгусовского сельского поселения.
Численность населения — 355 человек (2014 год).

## Название
Марийское название «Пайскырык» состоит из слов «Пайс» — имя одного из первопоселенцев (XVI век) и «кырык» — «гора».

## География
Село Пайгусово расположено на пригорье, на правом берегу реки Сумка в месте впадения в неё реки Пингель, в 43 км от районного центра на дороге Козьмодемьянск — Яштуга, в 10 км от села Микряково.

## История
Пайгусово — старинное марийское село Акпарсовой сотни, известное с XVI века.  Основными занятиями местных жителей являлись землепашество, разведение скота. Кроме того в селе были развиты подсобные промыслы, имелась кузница, мастера по изготовлению саней, изготовители валенок и шерстяного волокна.
С середины XVIII века село стало центром церковного прихода. В 1744 году в селе была построена деревянная церковь.
В конце XVIII — начале XX веков село относилось к Больше-Юнгинской волости Козьмодемьянского уезда.
В 1829 году построена каменная церковь Рождества Христова. В 1860—1870-х годах церковь расширили за счёт постройки новой трапезной, были освящены два тёплых придела: в честь Рождества Иоанна Предтечи и во имя Казанской иконы Божией Матери. При храме имелась церковно-приходская школа. В 1937 году служба прекратилась, здание передали под склад сельпо. С 1994 года храм возрождается. В настоящий момент при церкви работает воскресная школа.
В 1917 году село стало центром Пайгусовского сельсовета и одноимённой волости. В 1924—1931 гг. Пайгусовский сельсовет относился к Юринскому кантону.
В 1930 году в селе организован колхоз «Власть Советов».
С 1931 года село входило в состав Акчеринского сельсовета Горномарийского и Еласовского районов, с 1954 года — центр Пайгусовского сельсовета Еласовского и Горномарийского районов.
После Великой Отечественной войны село вошло в состав колхоза «Большевик».

## Население
| 2002 | 2010 | 2014 |
| ---- | ---- | ---- |
| 321  | ↘314 | ↗355 |

По состоянию на 1 января 2001 года в селе проживало 320 человек, имелось 106 дворов из которых 10 пустующих.

## Известные жители
Мухина Евстолия Григорьевна (1918—2003) — советский педагог, учитель русского языка и литературы, завуч Пайгусовской школы Горномарийского района Марийской АССР. Заслуженный учитель школы РСФСР (1964).

## Инфраструктура
В селе имеется централизованное водоснабжение.
Работает сельская библиотека и дом культуры. Имеется фельдшерский пункт, ветеринарный участок, почтовое отделение и продуктовые магазины.
Образование
- Пайгусовская средняя общеобразовательная школа
- Детский сад «Изи мукш»

Религия
- Церковь Рождества Христова

## Транспорт
Автобусное сообщение с райцентром. Остановка общественного транспорта «Пайгусово». 